# Paul Lärtz
Paul Lärtz (* 1. Januar 1885 in Heilsberg; † 10. April 1967 in Hildburghausen) war ein deutscher Politiker (USPD, SPD).

## Leben und Beruf
Paul Lärtz wurde am 1. Januar 1885 als Sohn einer Arbeiterfamilie in Heilsberg geboren. Nach dem Besuch der Volksschule absolvierte er eine Lehre als Tischler und Schreiner. Im Anschluss arbeitete er bis 1919 als Tischler in Steinach.

## Politik
Lärtz trat während der Zeit des Deutschen Kaiserreiches in die Sozialdemokratische Partei Deutschlands (SPD) ein und wechselte 1917 als Gegner der Burgfriedenspolitik zu den Unabhängigen Sozialdemokraten (USPD) über. Er war 1919/20 Landtagsabgeordneter im Landtag vom Freistaat Sachsen-Meiningen und amtierte dort von 1919 bis Juli 1920 als Staatsrat in der Landesregierung.
Lärtz war 1919/20 Mitglied des Thüringischen Volksrates und von 1920 bis 1933 Mitglied des Thüringer Landtages. 1922 wurde er erneut Mitglied der SPD. Außerdem war er von 1920 bis 1927 Hauptamtlicher Beigeordneter und von 1927 bis 1933 Bürgermeister in Steinach.